# Waldisa Rússio
Waldisa Rússio Camargo Guarnieri (São Paulo, 5 de septiembre de 1935-Ibidem, 11 de junio de 1990) fue una profesora y museóloga brasileña, reconocida como una de las personalidades más influyentes en el desarrollo del pensamiento teórico de la museología y de su consolidación como campo disciplinario en Brasil. Trabajó a partir de 1957 como funcionaria pública estatal ejerciendo funciones diversas y participando en el marco de reformas administrativas, al tiempo que contribuyó a consolidar la enseñanza de museología y la reglamentación de la profesión en el país. Miembro del Comité Internacional de Museología - ICOFOM, a partir de principios de los años 1980, contribuyó activamente con las reflexiones sobre el campo científico de la museología, publicando diversos textos sobre el tema

## Biografía
Waldisa Rússio Camargo Guarnieri nació el 5 de septiembre de 1935, en la ciudad de São Paulo. En 1959, se graduó en Derecho por la Universidad de São Paulo (USP). A partir de entonces, pasó a involucrarse con la gestión de cuestiones culturales del Estado, lo que resultó en su relación con la práctica  sobre los museos a partir de la década de 1970.
Dedicada a los conocimientos de ámbito cultural y relacionados con los museos, Waldisa introdujo esas problemáticas en el medio académico al hacer maestría en 1977, y doctorado en 1980, en la Escuela de postgrado de la Fundación Escuela de Sociología y Política de São Paulo - FESPSP. Es a partir de su experiencia como Asistente Técnico para el área de la Cultura del Gobierno del Estado de São Paulo y del levantamiento de tales cuestiones en la academia, que ella comienza a delinear su contribución a la formación profesional en Museología. Ella coordinó, entre las décadas de 1960 y 1970, diversos proyectos para la implantación de museos estatales en el país.
Motivada por las recomendaciones del Consejo Internacional de Museos (ICOM) de las décadas de 1960 y 1970, que preveían la formación de profesionales específicos - los "museólogos" - en todos los niveles, Waldisa Rússio creó el primer Curso de Museología del estado en la FESPSP (Fundação Escola de Sociologia e Política de São Paulo) en 1978, dando preferencia al nivel de postgrado. En la misma institución de enseñanza, contribuye a la formación del Instituto de Museología de São Paulo, en 1985.
Vinculado a la Escuela Postgraduada de Ciencias Sociales de la FESPSP, el curso de especialización en Museología se benefició con su estructura y forma pedagógicas. Como otra característica, utilizaba un método interdisciplinar. Al justificar la existencia de tal curso, Waldisa Rússio afirma que, considerando el hecho de que el estudio de los museos y de la museología exige un carácter interdisciplinar, sólo parece "fiable y viable a nivel post-graduado cuando los estudiantes ya tienen dominio de una disciplina, en la cual están "formados". Con el tiempo, la propuesta de la museóloga era la de desarrollar la maestría en Museología a partir del curso de especialización.
Sin embargo, con su fallecimiento en 1990, el curso perduraría solamente hasta 1992, sin la concreción efectiva de la maestría en el área. Gracias a una reformulación de la estructura interna de la FESPSP, que pasaría a organizarse en institutos, los enfoques interdisciplinales no fueron más priorizados, relegando la museología defendida por Rússio Guarnieri al segundo plano. [6] Waldisa Rússio también condujo el Grupo Técnico de Museos de la Secretaría de Estado de la Cultura de São Paulo (1976). Contribuyó en la elaboración de proyectos museológicos como, por ejemplo, el del Museo de la Industria (década de 1980) y el de la Estación Ciencia (1986-1988). Además, estableció diversas contribuciones al Comité Brasileño del Consejo Internacional de Museos, ICOM-Brasil, donde ingresó en 1977, y al Comité Internacional de Museología del ICOM, creado ese mismo año. Waldisa fue miembro activo del ICOFOM, convirtiéndose en la primera brasileña en publicar textos teóricos sobre Museología reconocidos internacionalmente en el ámbito de este comité. [7]
Algunos meses antes de su muerte, Waldisa Rússio estuvo en la organización, en conjunto con el Instituto de Museología de São Paulo, del "I Seminario Latinoamericano de Museología" realizado en 1990, en el Memorial de América Latina, en la ciudad de São Paulo. [8] La programación del evento evidencia una preocupación particular de la museóloga con los problemas culturales y patrimoniales, y la inserción de la formación profesional en ese contexto, tema que ya constituía uno de sus intereses de investigación. 
PUNTOS DE VISTA SOBRE MUSEOLOGÍA
Waldisa Rússio, así como Tereza Scheiner, integraron un grupo de pensadores del ICOFOM que posibilitaron que la Museología internacional fuera actualmente pensada como una ciencia social, o una ciencia social aplicada. En la teoría que produjo en el seno del ICOFOM, Rússio formuló la noción de "hecho museológico" o "hecho museal" [10], su más conocida y representativa concepción derivada del hecho social pensado por Durkheim y Mauss en el ámbito de la Sociología, que es entendida como la relación del hombre y los objetos de su realidad y que sería para ella el verdadero objeto de estudio de la museología científica.
Para crear tal síntesis sobre el carácter científico de la Museología, ella se basó en el pensamiento de E. Durkheim, con notoriedad, en la obra "Las reglas del método sociológico", la cual el autor defiende una visión de "hecho social" que puede ser comprendido como todas las prácticas del grupo o de la sociedad que se toman colectivamente, de modo que "[...] sólo existe un hecho social donde exista una organización definida [11]. El autor determina que para analizar y comprender tal hecho social: "[...] Hay que apartar sistemáticamente todas las prenociones", luego, el papel del sociólogo es el de reinterpretar los hechos de manera totalmente imparcial. "[12]
Para Rússio:
"El objeto de la museología es el hecho museal o el hecho museológico. El hecho museológico es la relación profunda entre el hombre, sujeto conocedor, y el objeto, parte de la realidad a la que el hombre pertenece igualmente y sobre la cual él tiene el poder de actuar. Esta relación comporta diversos niveles de conciencia y el hombre puede aprehender el objeto por medio de sus sentidos: visión, audición, tacto, etc. "
[13]
Sistematización:
1. El hombre, un proyecto inacabado, en constante evolución, un ser en el mundo, dotado de sensibilidad y de razón, de memoria y de imaginación, capaz de actuar y crear;
2. El objeto, contingente, existiendo "aquí y ahora", en un contexto espacio-temporal, documento y testimonio de una realidad susceptible de ser percibida [...];
3. El enclave museo un proceso haciéndose en un continuo, dentro de la realidad del hombre y del social [...] [14]
Según el esquema tríptico propuesto por Hugues de Varine, que permeó de forma marcada el pensamiento museológico a lo largo de los años 1980, podemos presentar la siguiente relación con la perspectiva desarrollada por Rússio:
HECHO MUSEAL = HOMBRE / OBJETO / ESCENARIO
                                                                                            ↓ ↓ ↓
Museo tradicional = público + colección + edificio